# Rajzos virágcincér
A Pachytodes erraticus a rovarok (Insecta) osztályának bogarak (Coleoptera) rendjébe, ezen belül a mindenevő bogarak (Polyphaga) alrendjébe és a cincérfélék (Cerambycidae) családjába tartozó faj.

## Előfordulása
A Pachytodes erraticus előfordulási területe Európa és Ázsia nyugati fele. Spanyolországtól Észak-Iránig sokfelé megtalálható.

## Megjelenése
Első ránézésre igen hasonlít a közeli rokonára, a változékony virágcincérre (Pachytodes cerambyciformis). Azonban a P. erraticus fényesebb és a szárnyfedőin nagyobb részt foglal el a drapp vagy piszkos sárga foltozás.

## Életmódja
A lárva tápláléknövényei a tölgy- (Quercus), a nyír- (Betula), a juhar- (Acer) és a mogyorófajok (Corylus). Az imágó júniustól augusztusig látható. Az imágó medvetalp (Heracleum), cickafark (Achillea) és krizantém (Chrysanthemum) virágokon él. A petétől az imágó haláláig két év is eltelhet.

## Képek

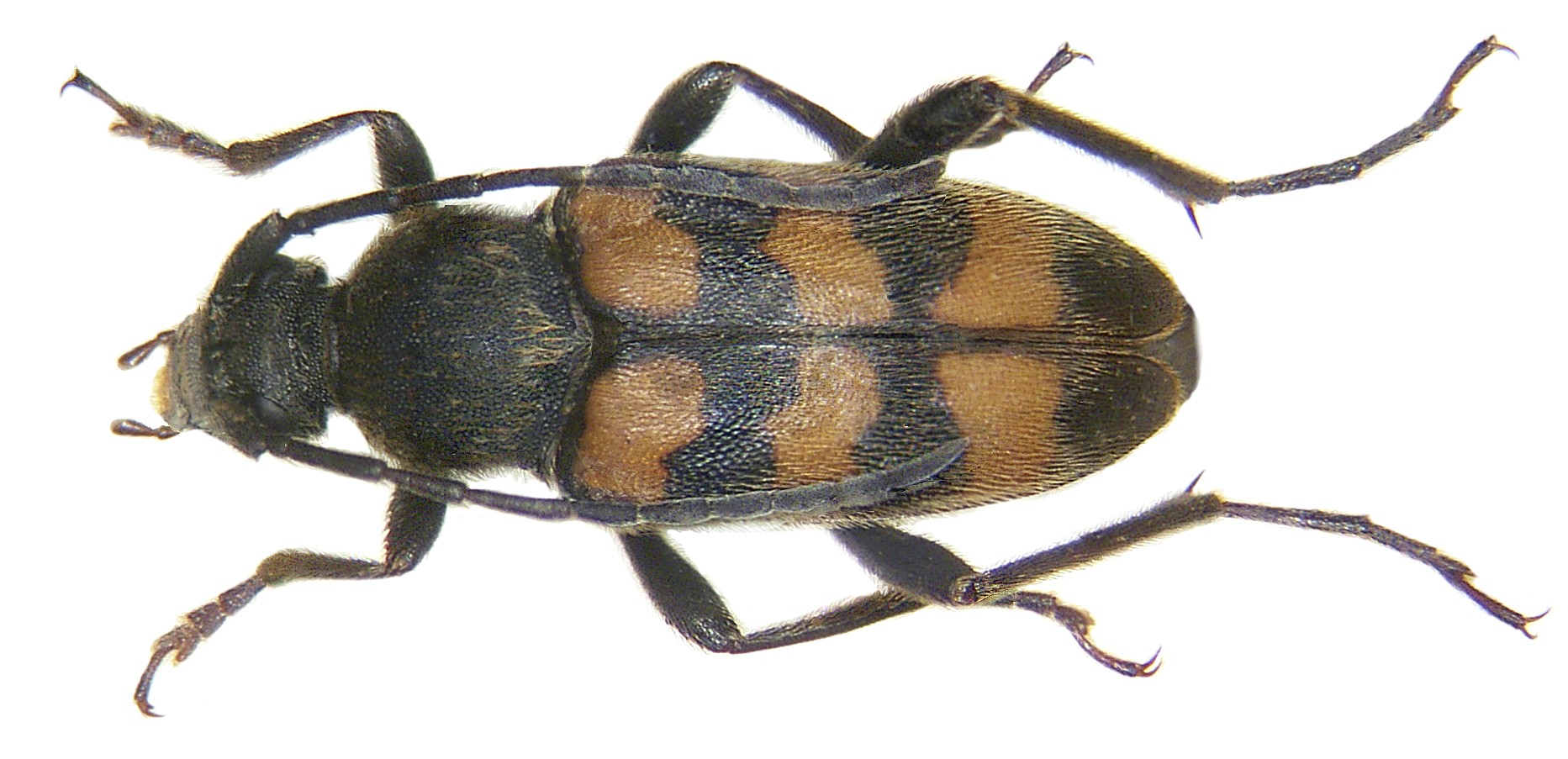
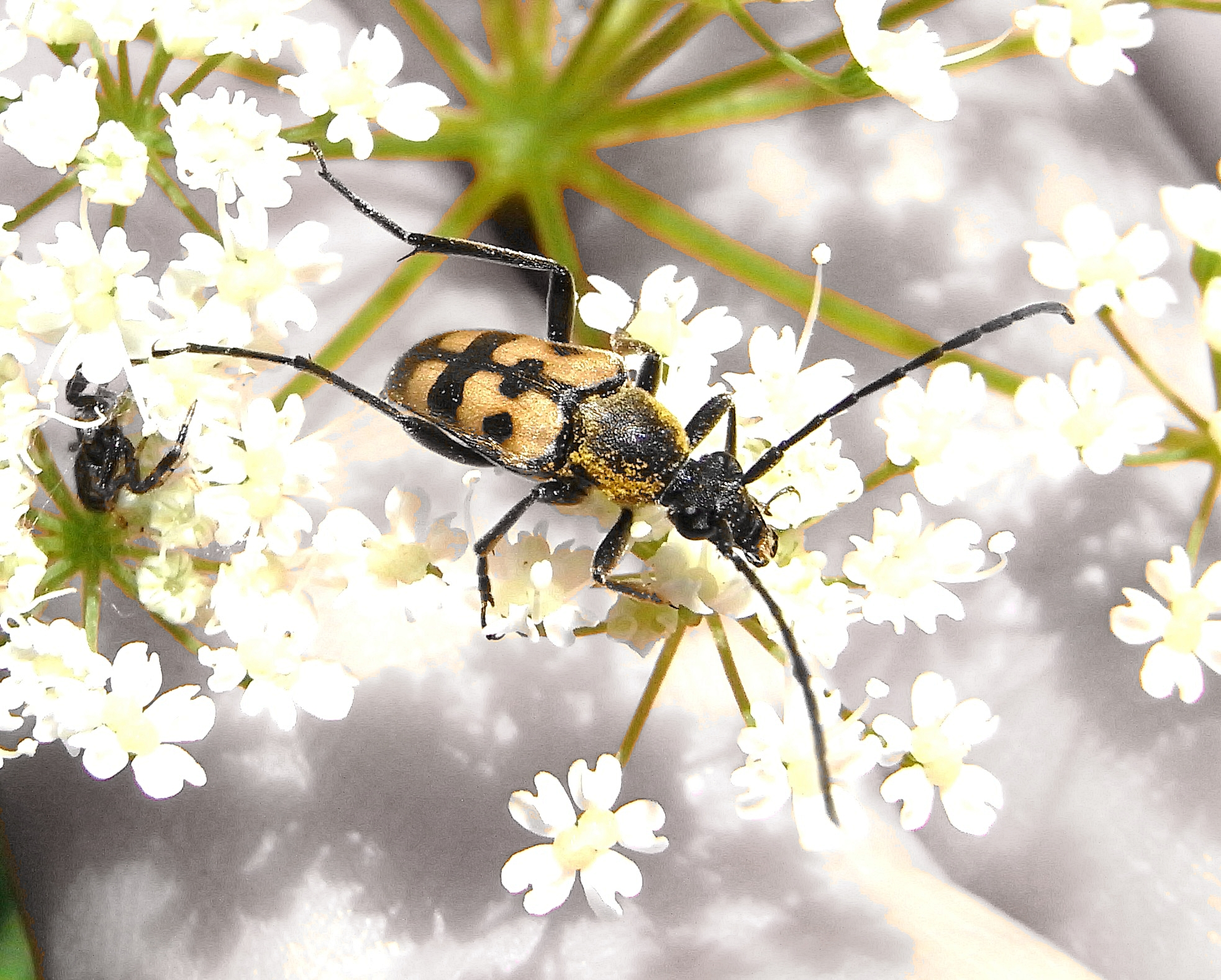

### Fordítás
- Ez a szócikk részben vagy egészben  a   Fleckenbindiger Halsbock című német Wikipédia-szócikk ezen változatának fordításán alapul.  Az eredeti cikk szerkesztőit annak laptörténete sorolja fel. Ez a jelzés csupán a megfogalmazás eredetét és a szerzői jogokat jelzi, nem szolgál a cikkben szereplő információk forrásmegjelöléseként.